# Шульц, Альберт
Альберт Шульц (нем. Albert Schulz; 18 мая 1802, Шведт — 3 июня 1893, Магдебург) — немецкий историк литературы и юрист, прозаик, литературовед и переводчик, писавший под псевдонимом Сан-Марте (нем. San-Marte).

## Биография
Получил юридическое образование в Берлине и Гейдельберге.
С 1824 года работал в различных юридических учреждениях в Бранденбурге, Наумбурге, Берлине, Бромберге, но главным образом в Магдебурге, где в 1843 году занял должность коммерции советника в управлении школ провинции Саксония.
В 1850 году был избран депутатом Франкфуртского парламента.
В 1865 году получил звание тайного советника и Орден Красного орла третьей степени.

## Творчество
Литературоведческие работы Сан-Марте связаны преимущественно с историей средневековой поэзии.
Он опубликовал исследования
- «Жизнь и сочинения Вольфрама фон Эшенбаха» (нем. Leben und Dichten Wolfram von Eschenbachs; 1836—1841, переиздания 1858, 1886),
- «Легенда о короле Артуре» (нем. Die Arthursage; 1842),
- «Легенды о Мерлине» (нем. Die Sagen von Merlin; 1852),
- «Вальтер Аквитанский» (нем. Walter von Aquitanien; 1853),
- «Исследования о Парсифале» (нем. Parzivalstudien; 1860—1862) и т. д.

Перевёл на немецкий язык «Историю валлийской литературы» Томаса Стивенса.